# Edificio Sanz
El Edificio Sanz o Palacio Sanz, antiguamente hotel, propiedad de Manuel Sánz Montoya, de quien lleva su apellido, se encuentra ubicado en la ciudad Manizales y actualmente es sede de la Dirección de Impuestos y Aduanas Nacionales de Colombia (DIAN).

## Historia
El palacio Sánz, se ubica sobre la calle de La Esponsión (actualmente carrera 23), fue un proyecto de la firma italiana de los constructores Angelo Papio y Pío Gian Carlo Bonarda, en 1927, y a cuya inauguración asistió el entonces presidente Miguel Abadía Méndez, aprovechando para condecorar con la Orden del Mérito a su propietario y reconocerlo como hombre cívico por todas sus obras. 
El edificio fue diseñado en sus tres plantas superiores específicamente para hotel y ocupado inicialmente por el Majestic Palace Hotel; luego por el segundo Hotel Europa, afiliado a la cadena hotelera con sedes en Medellín, en el Edificio Gonzalo Mejía y en Cali con el Edificio Otero.
Fue declarado Monumento Nacional de Colombia en 1982 y fue remodelado por los arquitectos Gloria I. Arias, Juan M. Sarmiento y Juan C. Gallego, entre 1996 y 1997.

## Características
El edificio es de planta cuadrada ubicado en la esquina de una manzana, posee un acceso lateral a un patio central cubierto, rodeado por un corredor con columnas, por él se accede a oficinas que dan a la calle y otras laterales, escaleras y al cuarto nivel. Constructivamente la fachada y muros interiores son en mampostería, estructura en concreto armado, el entrepiso en placa y madera, cubierta en placa de concreto (terraza) y fibrocemento, marquesina en estructura metálica. Posee algunos frescos (pinturas) en el interior descubiertos y semidestruidos, obra de Colombo Ramelli, quien igualmente remató el ochavado con un frontón circular interrumpido, con las dos esculturas en mármol de Carrara que representan a Minerva y Mercurio.

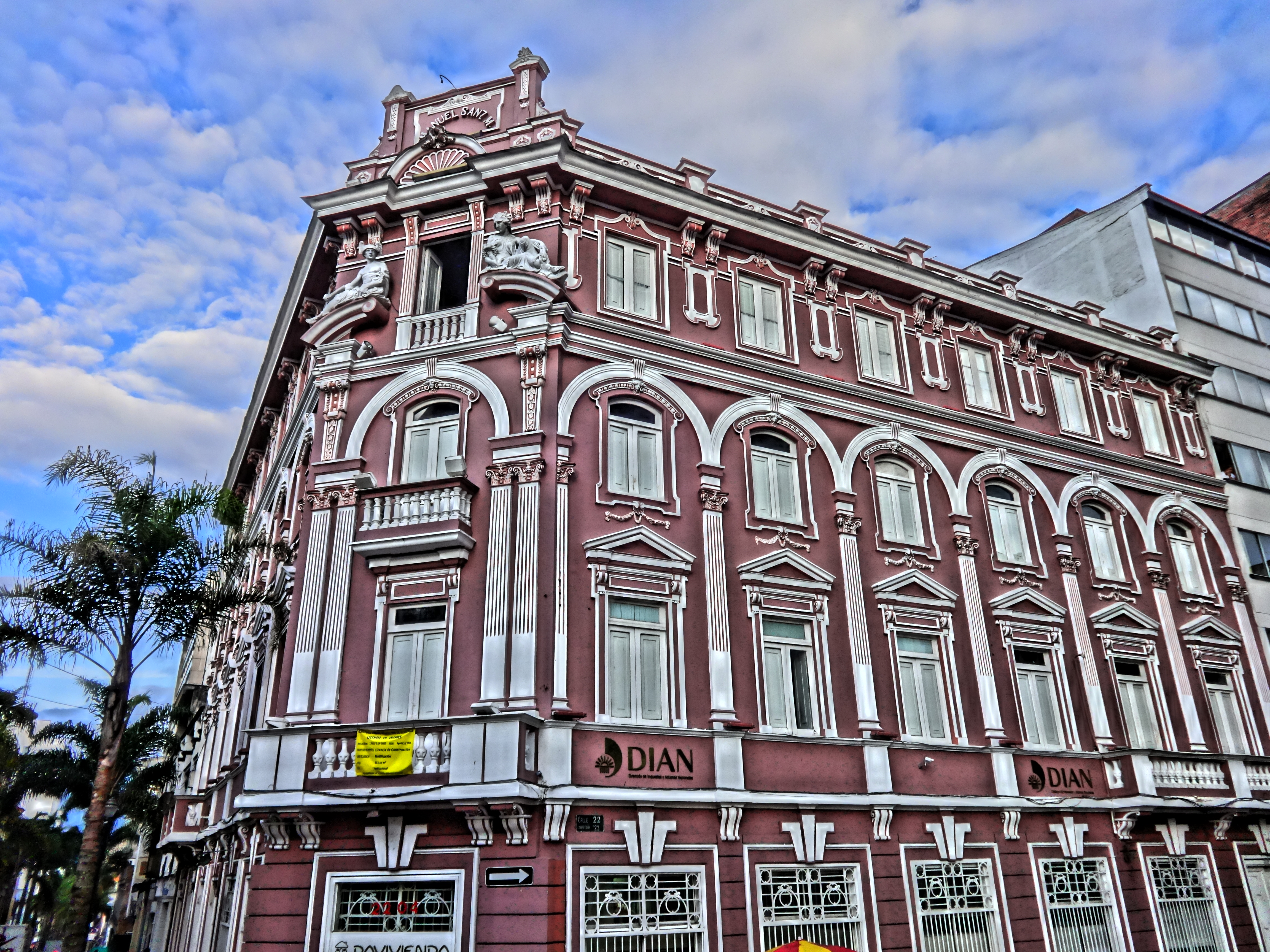
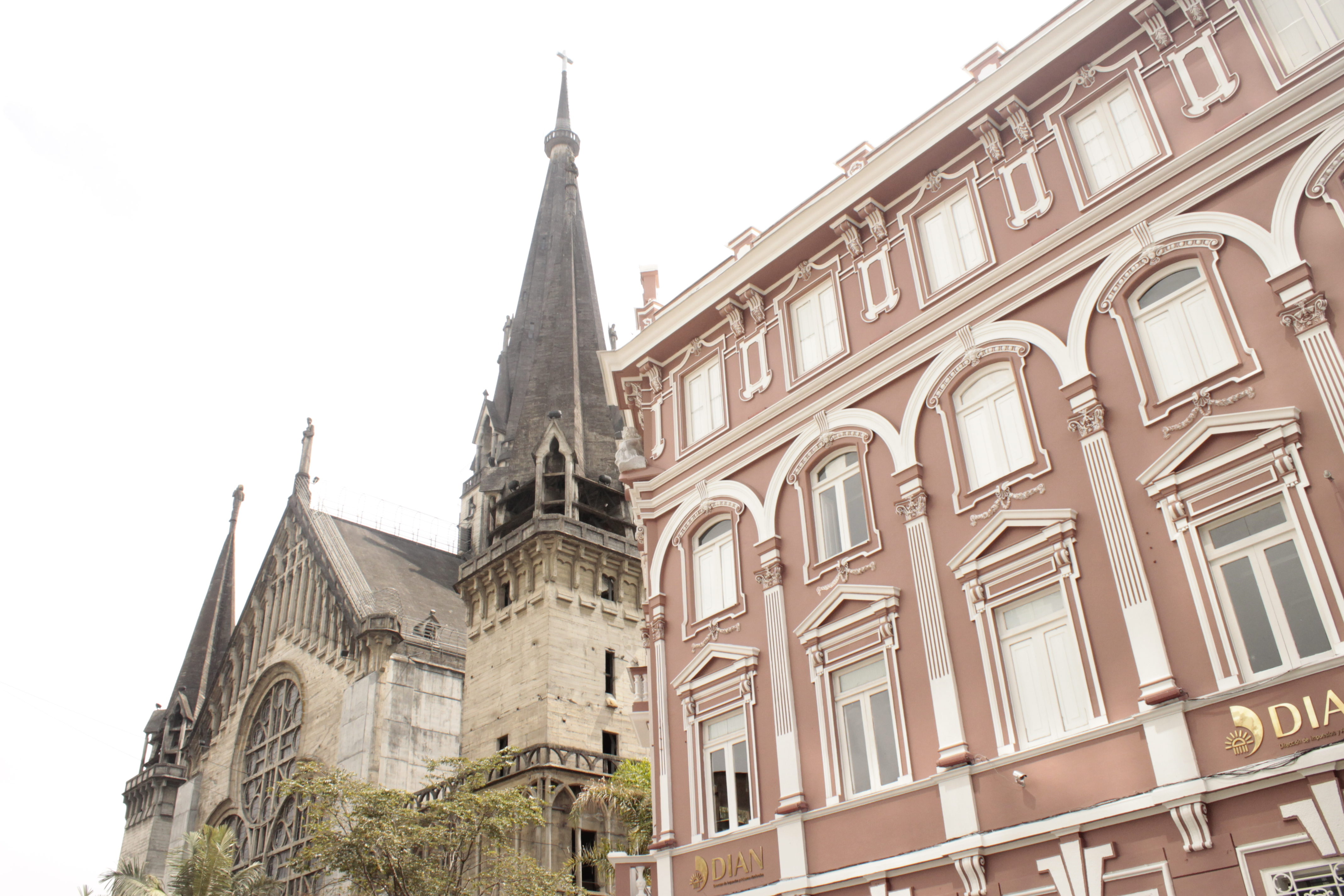
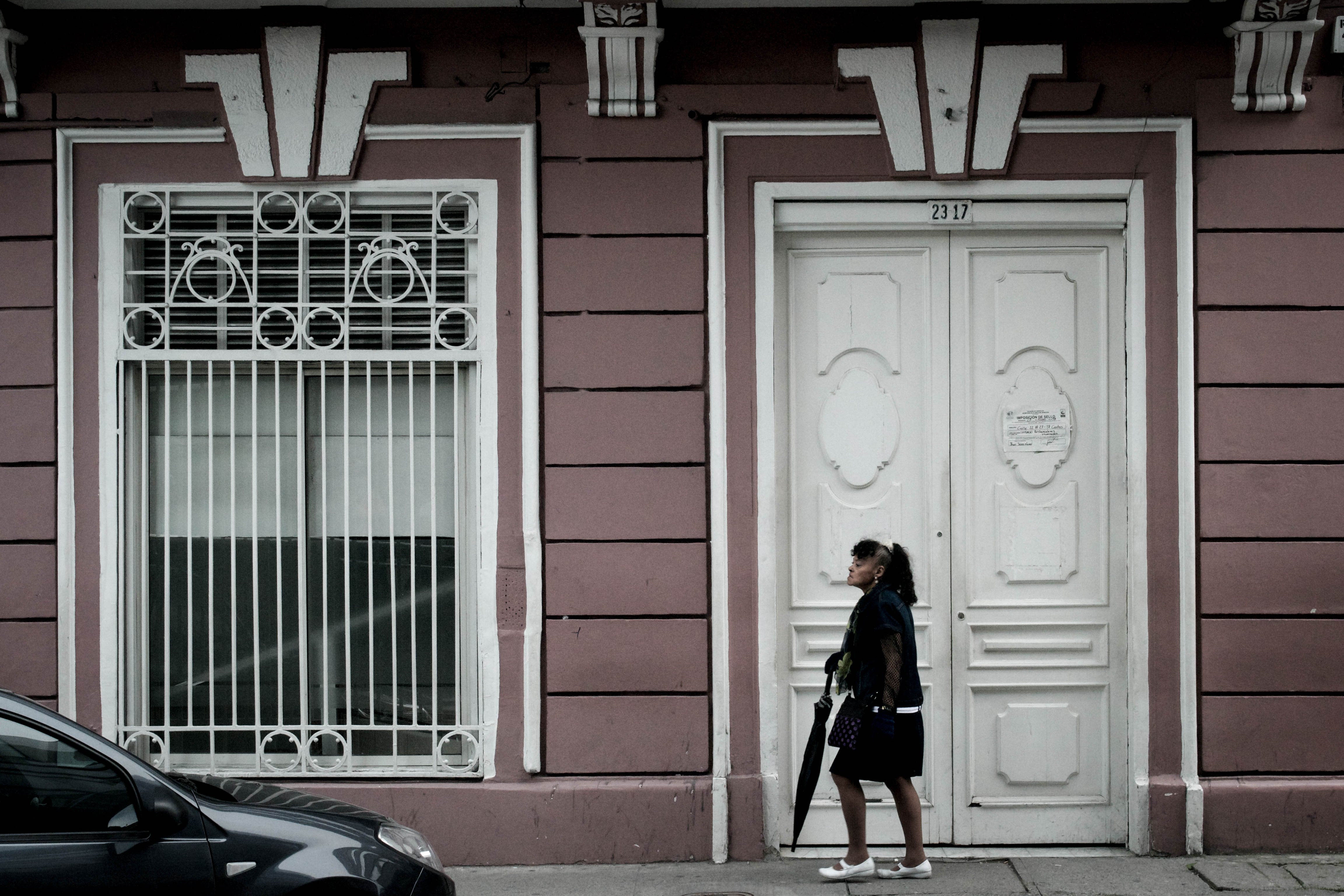
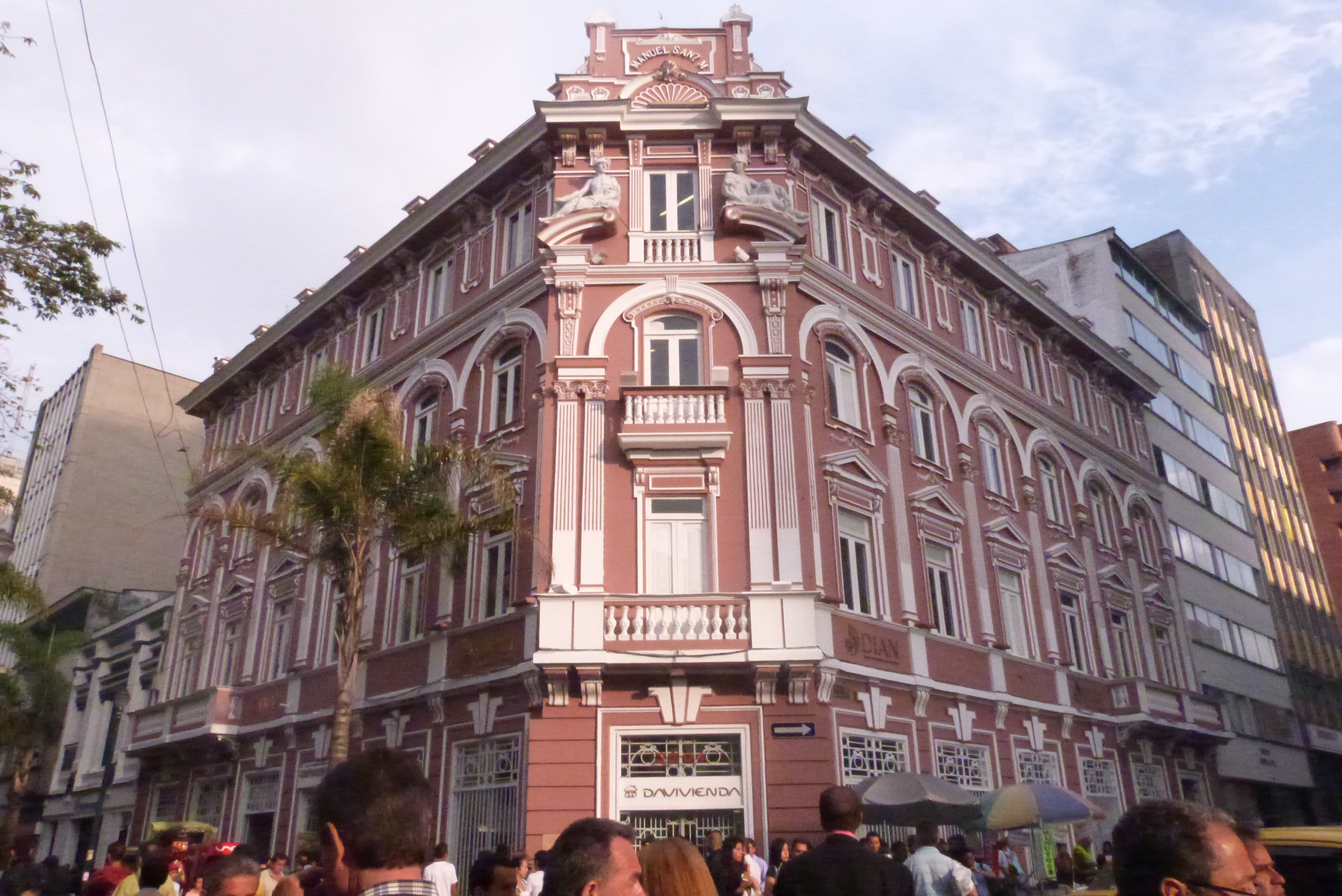
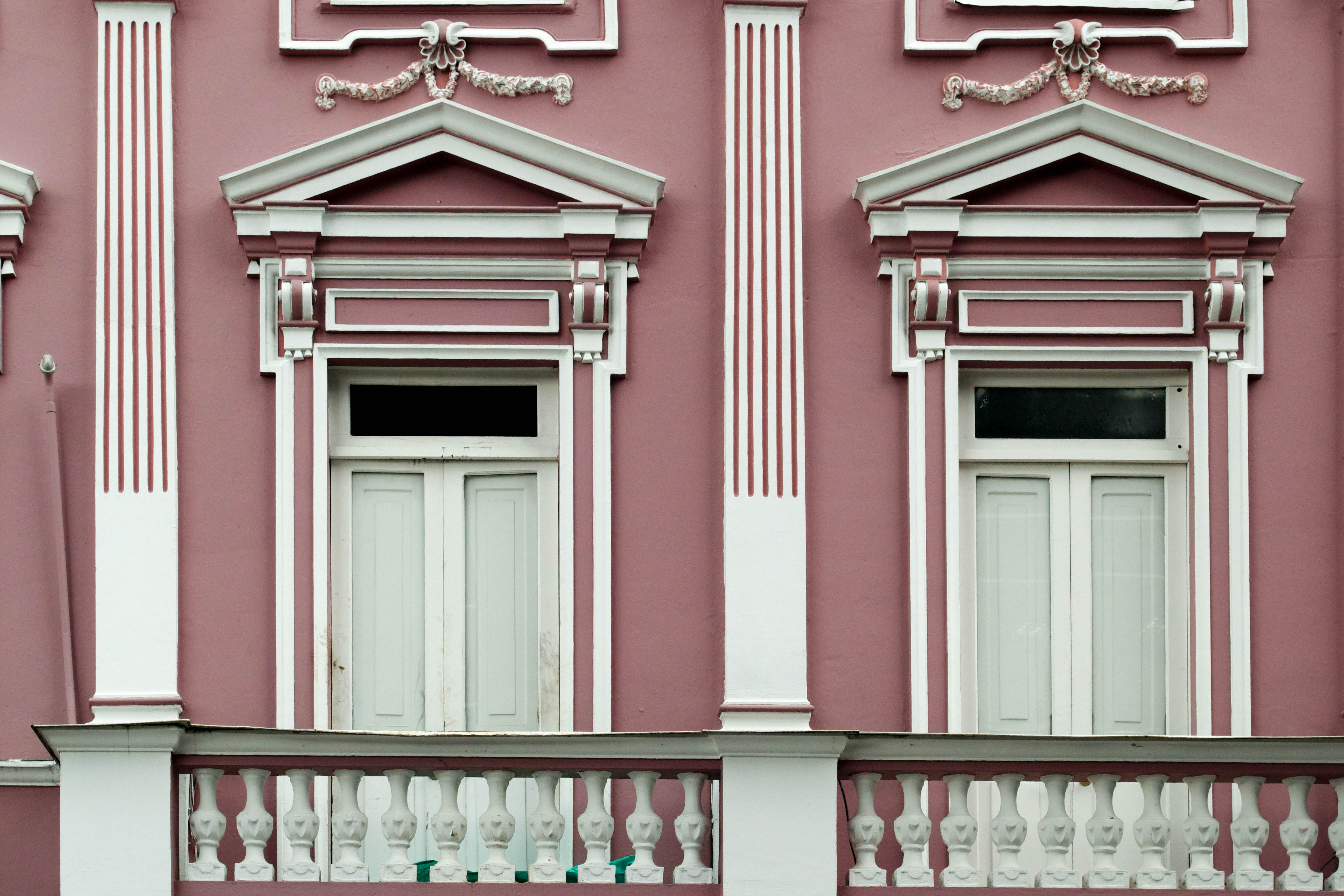
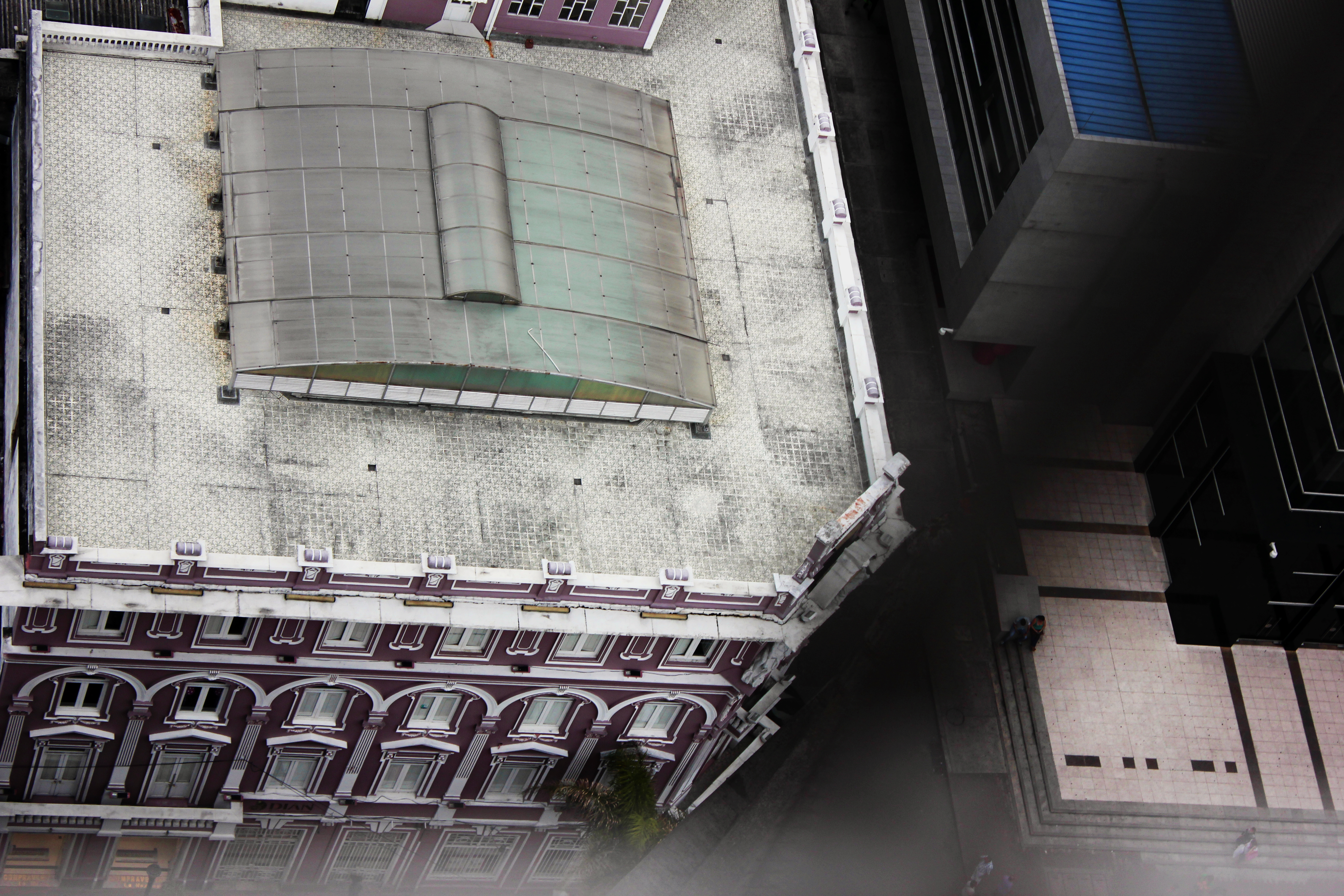
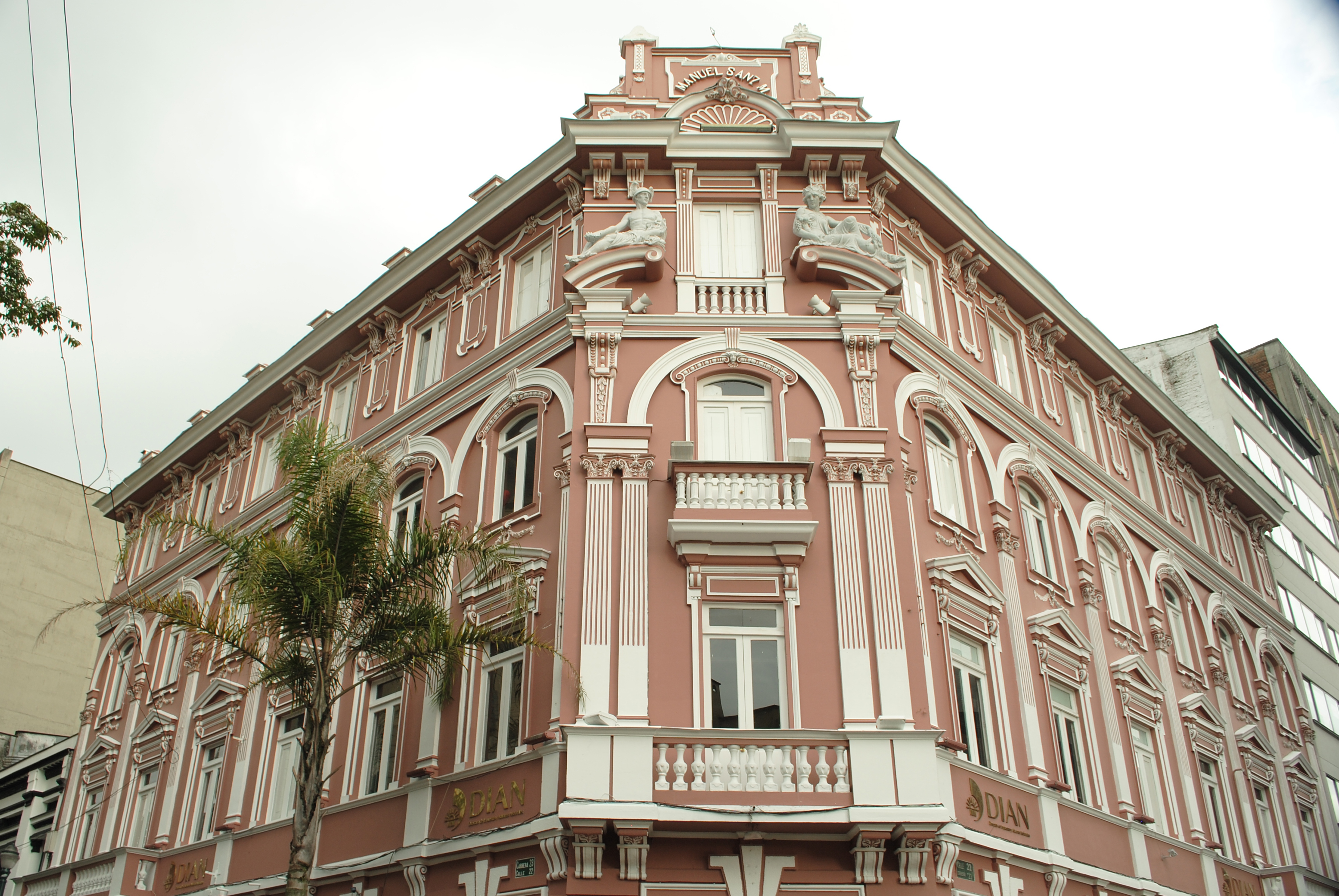